# The Incredible Flutist

The Incredible Flutist est un ballet écrit et composé en 1938 par Walter Piston sur un livret d'Hans Wiener et du compositeur. Le ballet est créé le 30 mai 1938 par le Boston Pops Orchestra. Le compositeur en tira une suite pour orchestre en 1940 créée par Fritz Reiner.

## Argument
Sur une place de marché très animée s'installe un cirque ambulant. Le flûtiste charme non seulement les serpents mais aussi les jolies femmes. Une riche veuve flirte avec un marchand, sa compagne le surprend, la veuve s'évanouit mais est réanimée par la musique du flûtiste puis le cirque quitte la ville.

## Structure
1. Introduction
2. Heure de la sieste au marché et entrée des vendeurs
3. Danse des vendeurs
4. Entrée des clients
5. Tango des quatre sœurs
6. Arrivée du cirque et marche
7. Solo du flûtiste
8. Menuet - danse de la veuve et du marchand
9. Valse espagnole
10. Huit heures sonnent
11. Sicilienne - danse du flûtiste et de la fille du marchand
12. Polka
13. Finale